# Asnières-sur-Nouère
Asnières-sur-Nouère é uma comuna francesa na região administrativa da Nova Aquitânia, no departamento de Charente. Estende-se por uma área de 21,17 km². Em 2010 a comuna tinha 494 habitantes (densidade: 23,3 hab./km²).